# 1845 Хелевальда
1845 Хелевальда (1845 Helewalda) — астероїд головного поясу, відкритий 30 жовтня 1972 року.
Тіссеранів параметр щодо Юпітера — 3,234.